# Amplicephalus obsoletus
Amplicephalus obsoletus är en insektsart som beskrevs av Rauno E. Linnavuori 1959. Amplicephalus obsoletus ingår i släktet Amplicephalus och familjen dvärgstritar. Inga underarter finns listade i Catalogue of Life.